# Izaija (prorok)
Izaija je bio jedan od četiri velika proroka. Rodio se 765. g. pr. Kr. u Anatotu, desetak kilometara udaljen od Jeruzalema. Pozvan je u proroke 740. g. pr. Kr. Tada je imao vjerojatno 25 godina. Djelovao je u 8. st. pr. Kr. za vladavine kraljeva Ahaza i Ezekije. Naviještao je veličanstvenost Božju i potpuno povjerenje u Boga. Ukazivao na nepravdu u društvu i gajio nadu u dolazak Mesijin.

## Izaija i kumranski rukopisi
Zanimljivo je da su počevši od 1947.neki drevni dokumenti izneseni iz mraka pećina nedaleko od Kirbet Qumrana, blizu sjeverozapadne obale Mrtvog mora. To su bili svici s Mrtvog mora, koji su uključivali proročanstvo Izaije. Lijepo su napisani na dobrom sačuvanom predmasoretskom hebrejskom jeziku i stari oko 2000 godina (većina kumranskih rukopisa potječe iz vremena 150. pr. Kr. do 68. poslije Krista). Njihov tekst je dakle 1000 godina stariji od najstarijih postojećih rukopisa Masoretskog teksta, na kojem se temelje suvremeni prijevodi hebrejskih pisama. To je uvjerljiv dokaz da naše sadašnje Biblije sadrže originalnu poruku proroka Izaije. Osim toga ti drevni svici pobijaju tvrdnje kritičara o dvojici Izaija. U knjizi Izaije istaknuta su mesijanska proročanstva. Izaija je nazvan Evangelističkim prorokom, toliko su brojna predviđanja koja su ispunjena u događajima Isusovog života. Poglavlje 53, dugo vremena misteriozno poglavlje, ne samo etiopskom eunuhu na kojeg se ukazuje u 8. poglavlju Djela apostolskih, nego i židovskom narodu u cjelini, tako živopisno proriče postupanje prema Isusu da izgleda kao izvještaj očevica a pisanje Izaijine knjige je završeno oko 732. pr. Kr. 